# Amerikansk gråsnäppa
Amerikansk gråsnäppa (Tringa incana) är en snäppa inom ordningen vadarfåglar, nära släkt med sibirisk gråsnäppa.

## Utseende och läte
Den amerikanska gråsnäppan är nära släkt med sibirisk gråsnäppa och är svår att i fält skilja från denna art. De båda gråsnäpporna är unika inom släktet Tringa med omönstrade gråaktiga vingar och rygg, och där båda könen i häckningsdräkt har en ganska framträdande ögonbrynsstreck och ett vattrat bröstmönster som nästan sträcker sig till buken. Gråsnäpporna liknar rödbenan i form och storlek. Ovansidor, vingundersidor, ansikte och nacke är gråa, buken är vit och de för Tringa korta benen är gulaktiga. Näbben är blek vid roten med mörk spets. 
De morfologiska skillnaderna mellan amerikansk och sibirisk gråsnäppa är enbart detaljer som längden på näbbfåran och måtten på tarsen. Det som tydligast skiljer arterna åt är locklätet, där amerikansk gråsnäppa har en porlande drill, medan sibirisk gråsnäppa har en tvåstavig vissling.

## Systematik och taxonomi
Tidigare fördes de båda gråsnäpporna till det egna släktet Heteroscelus. DNA-studier visar dock att de är en del av Tringa, närmare släkt med exempelvis rödbena (T. totanus) än vad skogssnäppa (T. ochropus) är. Följaktligen förs de nu allmänt till Tringa. Sibirisk gråsnäppa har också ibland behandlats som underart till amerikansk gråsnäppa. 

## Utbredning
Amerikansk gråsnäppa är en flyttfågel som häckar i Alaska och nordvästra Kanada. Den övervintrar på steniga öar i sydvästra Stilla havet, Hawaii och utmed klippiga Stillahavsstränder från Kalifornien till Sydamerika, och i sydvästra Oceanien.

## Ekologi
Fågeln häckar vid steniga flodstränder i bergig miljö. Boet byggs på marken, men de sitter ofta i träd. Ibland använder de också gamla bon från andra fåglar. Sibiriska gråsnäppor är inte speciellt sällskapliga fåglar och ses sällan i stora flockar. Arten födosöker på marken eller i vattnet och plockar upp mat när de ser den. Dess föda består av insekter, kräftdjur och mindre ryggradslösa djur.

## Status och hot
Arten har ett stort utbredningsområde, men beståndsutvecklingen är oklar. Utifrån dessa kriterier kategoriserar IUCN arten som livskraftig (LC). Världspopulationen är dock relativt liten, uppskattad till endast 18 000 vuxna individer.